# Площа Свободи (Баку)
«Площа Свободи» (спочатку Площа імені І. В. Сталіна, азерб. Сталин мейданы потім Площа ім. Леніна, азерб. Ленин мейданы відома також як площа «Азадлиг» (азерб. Azadlıq meydanı — головна площа Азербайджану, розташована в столиці країни, у місті Баку.
Площа Свободи є центральною площею столиці і основний міський майданчиком для масових заходів. Тут розташовані Будинок уряду, готелі Апшерон та Хілтон. Неодноразово площа ставала місцем проведення масштабних мітингів і маніфестів.

## Історія
З 1936 року по 1952 рік йшло будівництво головної нині будівлі площі — Будинку уряду. Авторами проекту були архітектори Лев Руднєв та Володимир Мунц . 6 листопада 1957 року перед будинком було установлено пам'ятник Леніну роботи скульптора Джалал Кар'ягди . Нижче пам'ятника були трибуни, на яких під час парадів і демонстрацій шикувалися керівники ЦК Комуністичної партії Азербайджану і азербайджанського уряду .
В середині 1980-х років почалася перебудова, а пізніше карабаський конфлікт. 17 листопада 1988 року на центральній площі почалися безперервні мітинги протесту проти політики радянського керівництва і за національну незалежність. Демонстранти були стурбовані тим, що почався нагірно-карабаський конфлікт та, як наслідок, приплив біженців, вперше прозвучали заклики до виходу Азербайджану зі складу СРСР. Ця дата офіційно відзначається нині як День національного відродження. За деякими оцінками, у ті дні на площі збиралися приблизно півмільйона чоловік. 22 листопада в Баку була введена комендантська година, і стягнуті великі сили радянських військ. Але дані дії уряду не зупинили мітинг. Через кілька днів площа була оточена силами внутрішніх військ, стягнутими в Баку з місць дислокації в різних місцях СРСР. В ніч з 3 на 4 грудня учасники мітингу були розігнані із застосуванням сили військ і бронетехніки. Багато з них (близько 400 осіб) були згодом заарештовані.

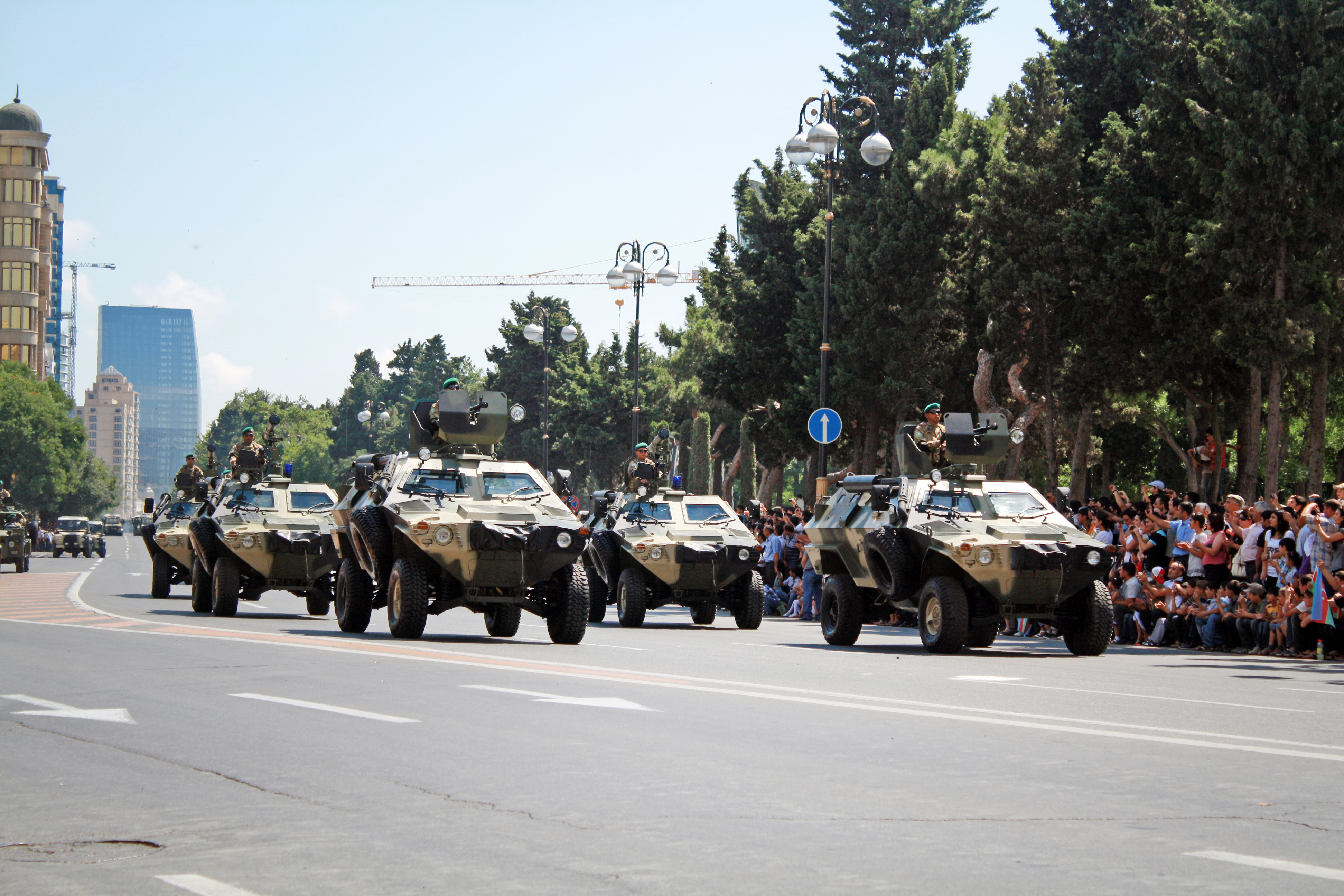
Проходження військової техніки площею під час параду. 26 червня, 2011

У 1991 році пам'ятник Леніну був знесений. На його місці був встановлений прапор Азербайджанської Республіки, а головна площа міста була перейменована на Азадлиг — площа Свободи.
9 жовтня 1992 року в роки Карабаської війни на площі Азадлиг відбувся перший військовий парад незалежної Азербайджанської Республіки, приурочений до першої річниці створення азербайджанської армії. Підготовка до параду зайняла менше місяця. Слід зазначити, що в параді брали участь і дві роти, запрошені з району бойових дій, які відразу ж після параду повернулися до Карабаху.
26 червня 2011 року на площі відбувся наймасштабніший військовий парад в історії Азербайджану . У ньому брали участь 6 000 військовослужбовців особового складу та 400 одиниць військової техніки. На цьому параді вперше була продемонстрована продукція, створювана в останні роки промисловістю Азербайджану, — транспортери, а також різні види стрілецької зброї.
Через два роки, 26 червня 2013 року на площі з нагоди 95-річчя створення національної армії був проведений четвертий за рахунком військовий парад, Збройні сили Азербайджану на якому налічували вже понад 125000 чоловік особового складу. У липні 2016 року поряд з площею пройшов етап Формули-1 — Гран-прі Європи.